# Мехедівсько-Голотівщинське газоконденсатне родовище
Мехедівсько-Голотівщинське газоконденсатне родовище — газоконденсатне родовище, що належить до Глинсько-Солохівського газонафтоносного району Східного нафтогазоносного регіону України.

## Опис
Розташоване в Полтавській області на відстані 20 км від смт Чорнухи.
Знаходиться в приосьовій зоні північно-західної частини Дніпровсько-Донецької западини в межах Свиридівської сідловини, яка розділяє Срібнянську та Жданівську депресії.
Структура виявлена в 1983 р. і у верхньовізейській осадовій товщі являє собою монокліналь північно-східного простягання.
Перший промисловий приплив газу і конденсату отримано з відкладів верхнього візе в1989 р. (інт. 5110-5215 та 5183-5204 м).
Поклади пластові, літологічно обмежені і тектонічно екрановані. Початковий режим покладів газовий. Запаси початкові видобувні категорій А+В+С1: газу — 4360 млн. м³; конденсату — 470 тис. т.